# Giám sát mạng
Giám sát mạng là việc sử dụng một hệ thống để liên tục theo dõi một mạng máy tính, xem xét coi có các thành phần hoạt động chậm lại hoặc không hoạt động và thông báo cho quản trị viên mạng (qua email, tin nhắn SMS hoặc các báo động khác) trong trường hợp mạng không hoạt động hoặc có các rắc rối khác. Giám sát mạng là một phần của quản lý mạng.

## Tổng quan
Trong khi một hệ thống phát hiện xâm nhập giám sát mạng máy tính về các mối đe dọa từ bên ngoài, một hệ thống giám sát mạng giám sát mạng về các vấn đề gây ra bởi các máy chủ quá tải hoặc bị hư hỏng, các kết nối mạng hoặc các thiết bị khác.
Ví dụ, để xác định trạng thái của máy chủ web, phần mềm giám sát có thể định kỳ gửi một yêu cầu HTTP để nạp một trang mạng. Đối với máy chủ email, một thông điệp kiểm tra có thể được gửi qua SMTP và được truy xuất bởi IMAP hoặc POP3.
Thông thường các thông số đo lường là thời gian đáp ứng, tính khả dụng và thời gian hoạt động mặc dù các chỉ số thống nhất và độ tin cậy đang bắt đầu phổ biến. Việc bổ sung rộng rãi các thiết bị tối ưu hóa WAN đang có ảnh hưởng bất lợi đến hầu hết các công cụ giám sát mạng, đặc biệt là khi để đo chính xác độ trễ end-to-end bởi vì chúng hạn chế khả năng hiển thị thời gian trễ round-trip.
Trạng thái request lỗi: như khi một kết nối không thể được thiết lập, nó times-out (tốn thời gian dài hơn thời gian Server phản hồi), hoặc các tài liệu hoặc tin nhắn không thể lấy được, thường sinh ra một hành động từ hệ thống giám sát. Những hành động này khác nhau. Một báo động có thể được gửi (qua SMS, email, vv) tới các sysadmin, hệ thống chuyển đổi dự phòng tự động có thể được kích hoạt để loại bỏ các máy chủ gặp vấn đề hoàn thành nhiệm vụ cho đến khi nó có thể được sửa chữa, vv Giám sát hiệu suất một đường lên mạng (uplink) còn được gọi là đo lưu lượng mạng.